# Stefan Szolc-Rogoziński

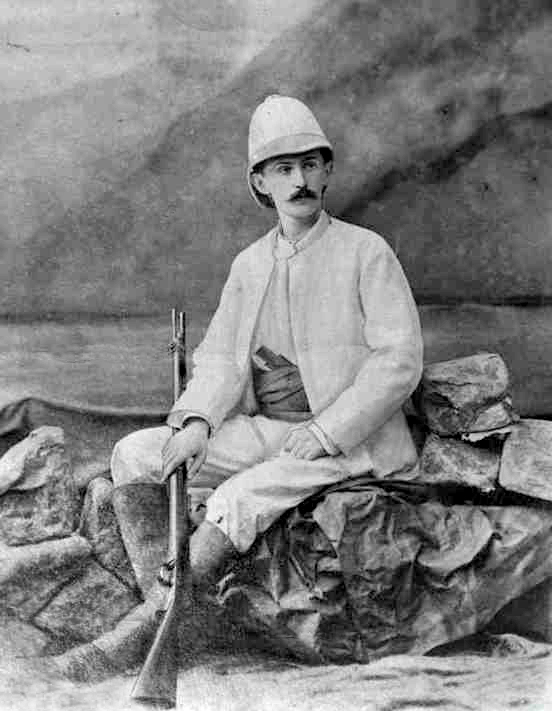
Stefan Szolc-Rogoziński

Stefan Szolc-Rogoziński (* 14. April 1861 in Kalisch; † 1. Dezember 1896 in Paris) war ein polnischer Afrikaforscher.
Szolc-Rogoziński diente zunächst in der russischen Marine und erreichte den Dienstgrad Leutnant. 1883 ließ er sich mit  dem Geologen Clemens Toraczek und dem Meteorologen Leopold Janikow&ki zu Forschungsarbeiten an der Kamerunküste nieder und errichtete eine Station auf der Insel Mondoleh. Er unternahm er mehrere Forschungsreisen in das Landesinnere. Bei seinen Exkursionen erreichte er den 1877 von Thomas James Comber entdeckten See Balombi-ba-Kotta und drang dann auf noch unbekanntem Gebiet den Mungo aufwärts bis in die Nähe des Barombi Mbo (auch: Elefantensee) vor. Er entdeckte hierbei aus europäischer Sicht mehrere Wasserfälle in den Flüssen Peteh und Mungo. 1884  bestieg er mit Hugo Zöller den Fako.
Durch sogenannte Schutzverträge versuchte er, das um das heutige Limbe liegende Gebiet zu vergrößern, dass von der Baptistenmission unter Alfred Saker gegründet worden war und von Großbritannien beansprucht wurde. 1887 ging das Gebiet in deutschen Besitz über, obwohl Szolc-Rogoziński genau dies verhindern wollte, letztlich aber scheiterte.
Er verstarb 1896 bei einem Verkehrsunfall in Paris.
Seine Berichte wurden in Petermanns Geographische Mitteilungen (Ausgabe 30, 1884), im Bulletin der Société de Géographie (1885) sowie im Bulletin der Societä Africana Italiana (1890/91) veröffentlicht.